# خانه عزیرالله‌خان صوفی
خانه عزیرا… خان صوفی مربوط به دوره پهلوی اول است و در املش، خیابان آیت ا صدوقی شماره ۶۴۶۸۵، ۴۴۹۵۱ واقع شده و این اثر در تاریخ ۱۱ شهریور ۱۳۸۲ با شمارهٔ ثبت ۹۹۳۱ به‌عنوان یکی از آثار ملی ایران به ثبت رسیده است.